# Joan Bibiloni Capellà
Joan Bibiloni Capellà (Algaida, 3 de maig de 1905 - 21 d'agost de 1936) va ser un ciclista mallorquí que va córrer a la dècada dels anys 20 del segle xx. Va morir assassinat a principis de la Guerra Civil.

## Palmarès
- 1928
  - 7è a la Volta Ciclista a Catalunya